# مپل ریج، شهرستان دلتا، میشیگان
مپل ریج (به انگلیسی: Maple Ridge Township) یک منطقهٔ مسکونی در ایالات متحده آمریکا است که در شهرستان دلتا، میشیگان واقع شده‌است.
 مپل ریج ۲۸۰٫۳ کیلومتر مربع مساحت و ۷۶۶ نفر جمعیت دارد و ۲۸۴ متر بالاتر از سطح دریا واقع شده‌است.